# أنتوني ماكي
انتوني ماكي (بالإنجليزية: Anthony Mackie)‏ هو ممثل أمريكي (من مواليد 23 سبتمبر 1978 ) في نيو أورلينز، لويزيانا. بدأ مسيرته الفنية عام 2002. من أبرز الأعمال التي شارك فيها 8 أميال.

## الأعمال

### أفلام
| السنة | العنوان                     | الدور |
| ----- | --------------------------- | ----- |
| 2002  | 8 أميال                     |       |
| 2004  | فتاة المليون دولار          |       |
| 2008  | إيجل آي                     |       |
| 2013  | فرقة العصابات               |       |
| 2013  | ألم وربح                    |       |
| 2014  | كابتن أمريكا: جندي الشتاء   |       |
| 2015  | المنتقمون: عصر ألترون       |       |
| 2015  | ذا نايت بيفور               |       |
| 2016  | كابتن أمريكا: الحرب الأهلية |       |
| 2025  | الحالة الإلكترونية          |       |

## روابط خارجية
- أنتوني ماكي على موقع IMDb (الإنجليزية)
- أنتوني ماكي على موقع روتن توميتوز (الإنجليزية)
- أنتوني ماكي على موقع مونزينجر (الألمانية)
- أنتوني ماكي على موقع قاعدة بيانات الأفلام العربية
- أنتوني ماكي على موقع ألو سيني (الفرنسية)
- أنتوني ماكي على موقع أول موفي (الإنجليزية)
- أنتوني ماكي على موقع بوكس أوفيس موجو (الإنجليزية)
- أنتوني ماكي على موقع قاعدة بيانات برودواي على الإنترنت (الإنجليزية)
- أنتوني ماكي على موقع قاعدة بيانات الأفلام السويدية (السويدية)
- أنتوني ماكي على موقع إن إن دي بي (الإنجليزية)